# Ann Skelton
Ann Marie Skelton, née le 13 juillet 1961, est une juriste sud-africaine et militante des droits de l'enfant . Elle est enseignante de droit privé à l'Université de Pretoria, où elle est titulaire de la Chaire UNESCO en droit de l'éducation en Afrique, et de la Chaire sur les droits de l'enfant dans un monde durable à l'Université de Leyde.

## Biographie

### Parcours académique et professionnel
Skelton obtient son baccalauréat en droit en 1981 et sa licence en 1985 tous deux à l' Université du Natal. De 1986 à 1988,elle est procureur et de 1988 à 1999, directrice chez Lawyers for Human Rights. Durant la période allant de 1999 à 2003, elle est nommée coordinatrice nationale du Child Justice Project placé sous l'autorité du gouvernement sud-africain et financé par les Nations Unies (ONU).
En 2005, Skelton fait son retour à l'université et obtient son doctorat en droit à l'Université de Pretoria. Sa thèse porte sur la justice réparatrice appliquée aux enfants. Elle reste à l'université initialement comme coordinatrice du projet de contentieux des enfants au Centre for Child Law, une clinique juridique qui mène des activités de plaidoyer, de recherche et de contentieux en droit de l'enfant. Elle est ensuite promue au poste de directrice générale du centre.
En 2013, Skelton, étant toujours directrice du centre, est nommée titulaire de la chaire UNESCO en droit de l'éducation en Afrique, hébergée par l'Université de Pretoria.
Elle est promue professeure titulaire au département de droit privé de l'université l'année suivante. Bien que son mandat de directrice du Centre pour le droit de l'enfant s'achève en fin de 2018, elle conserve sa chaire de droit à l'université. Entre 2020 et 2021, elle est la première titulaire de la chaire honoraire tournante en application des droits de l'enfant à l'Université de Leyde aux Pays-Bas, et le 1er octobre 2022, elle prend la chaire en droits de l'enfant dans un monde durable, un poste permanent à temps partiel au département de droit de l'enfant de Leyde.

### Litiges
Skelton est classée chercheuse B1 par la National Research Foundation preuve d'une reconnaissance internationale dans son domaine. Elle est l'auteure de nombreux articles portant sur les droits de l'enfant, la justice pénale pour mineurs et le droit de l'éducation.
Français Skelton est une avocate agréée à la Haute Cour d'Afrique du Sud. En tant que pionnière du programme de contentieux stratégique du Centre for Child Law, elle est impliquée dans des affaires marquantes en matière de droit de l'enfant et plaide au moins une douzaine de fois devant la Cour constitutionnelle d'Afrique du Sud,. Plus particulièrement, Skelton, mandatée par le Centre for Child Law, représente la Teddy Bear Clinic dans l'affaire Teddy Bear Clinic c. Ministre de la Justice, qui présente une contestation réussie des dispositions relatives au viol statutaire de la loi de 2007 portant modification du droit pénal (infractions sexuelles et questions connexes).
Sous la direction de Skelton et en coopération avec le Centre de ressources juridiques, le Centre pour le droit de l'enfant intente une action en justice contre le ministère de l'Éducation à propos d'une série de crises dans les écoles du Cap-Oriental. Certaines affaires sont réglées à l'amiable ou tranchées en faveur du Centre,.
En 2015, Skelton est la représentante des intérêts d'un garçon britannique de sept ans dans une bataille très médiatisée pour la garde de ses parents,. 
En 2016, elle est choisie pour représenter les intérêts de Zephany Nurse, une adolescente enlevée en 1997 à l'hôpital Groote Schuur  et élevée par son ravisseur. Après la condamnation du ravisseur  lors d'un procès pénal, le cas de Nurse sert de base aux tentatives du Centre for Child Law d'établir des protections juridiques par défaut protégeant l'identité des enfants victimes, témoins et délinquants,.

### Affaires publiques
Afrique du Sud
Durant la transition post-apartheid, Skelton participe à l'élaboration de propositions de réforme du système de justice pénale pour mineurs en Afrique du Sud. En 1996, elle est nommée à la tête du comité de projet de la Commission sud-africaine de réforme du droit chargé par le ministre de la Justice Dullah Omar, afin de rédiger la législation connexe. Le comité finalise le projet de loi sur la justice pour mineurs en août 2000. Ce projet comprend, entre autres, d'ambitieuses réformes des peines pour les enfants de moins de 18 ans. Il est promulgué en mai 2009 par le président Kgalema Motlanthe , après de longues querelles au Parlement et dans la société civile.
Par l'intermédiaire de la Commission sud-africaine de réforme du droit, Skelton fait partie du comité ayant rédigé la loi sur les enfants de 2005. Elle est membre du comité consultatif ministériel ayant examiné le livre blanc sur la protection sociale et est également membre du conseil d'administration de Section27, une organisation à but non lucratif de justice sociale.
En 2010, Skelton s'implique dans le conflit entre le gouvernement du Gauteng et Paul Verryn un évêque de l' Église méthodiste d'Afrique australe dont l'église du centre de Johannesburg est devenue un refuge pour un grand nombre de réfugiés zimbabwéens. Dans le rapport de son enquête, publié en février 2010, Skelton félicite Verryn pour avoir « fourni un abri et une assistance à un groupe d'enfants à qui l'État n'offrait initialement que peu ou pas d'assistance », mais conclue que son église est « un endroit inapproprié pour les enfants » et que les allégations d'abus sexuels sur enfants dans l'église « sont suffisamment alarmantes... pour nécessiter une réponse plus vigoureuse ».
En mai 2014, la Haute Cour de Pretoria nomme Skelton pour faire des recommandations dans une affaire controversée d'échange de bébés datant de 2010. Skelton rapporte, en novembre 2014, qu'il n'est pas dans l'intérêt supérieur des enfants de retourner chez leurs parents biologiques, et recommande à la place que leurs « parents psychologiques » soient nommés parents adoptifs,.
Nations Unies
En juin 2016, le ministère sud-africain de la Justice et du Développement constitutionnel, de concert avec le ministère des Relations internationales et de la Coopération, nomme Skelton comme candidate au poste de membre du Comité des droits de l'enfant des Nations Unies (CDE), un comité qui supervise la mise en œuvre de la Convention internationale relative aux droits de l'enfant . 
En mai 2017, elle est élue et prend ses fonctions. Au cours de son premier mandat, elle dirige la rédaction de l'observation générale 24, publiée en 2019, sur les droits de l'enfant dans le système de justice pour enfants. Toujours au sein de de l'ONU, elle préside le conseil consultatif de l'Étude mondiale des Nations Unies sur les enfants privés de liberté et le comité de rédaction des Principes d'Abidjan sur le droit à l'éducation et le rôle des acteurs privés dans l'offre éducative.
En novembre 2020, Skelton est élue pour un second mandat en tant que membre de la CDE, qui s'étend jusqu'en février 2025. De 2021 à 2023, elle est la présidente du groupe de travail de la CDE sur les communications. 
En octobre 2021, elle est également à la tête de la procédure de plainte de la CDE lorsque la CDE apporte sa réponse historique à une plainte de jeunes militants pour le climat, dont Greta Thunberg et Ayakha Melithafa. Le comité estime que les États peuvent être tenus responsables des effets négatifs de leurs émissions de carbone sur les droits des enfants.
En mai 2023, lors de la 93e session de la CDE à Genève, elle  succède à Mikiko Otani à la présidence du comité,. Elle occupe ce poste jusqu'en mars 2025.

## Distinctions
En mai 2012, Skelton reçoit le Prix des Enfants du Monde pour les Droits de l'Enfant pour son « combat fructueux en faveur des droits des enfants victimes du système judiciaire ».
En 2016, l'Observatoire international de la justice juvénile lui décerne le Prix international de la justice juvénile sans frontières « pour son dévouement sans faille à la défense des droits de l'enfant... et en particulier pour ses réalisations exceptionnelles dans l'amélioration du système de justice juvénile en Afrique du Sud ».
Elle reçoit, en 2018 et  en 2022, le Prix des Réussites Académiques Exceptionnelles de l'Université de Pretoria,.
En juin 2023, Skelton obtient un doctorat honorifique en droit de l'Université de Strathclyde.
Elle fait également partie de l'Académie des Sciences d'Afrique du Sud.